# Phillips (Wisconsin)
Phillips – miasto w Stanach Zjednoczonych, w stanie Wisconsin, siedziba hrabstwa Price.